# Acta Ecologica Iranica
Acta Ecologica Iranica (abreviado Acta Ecol. Iranica) es una revista científica con ilustraciones y descripciones botánicas que es publicada en Teherán desde el año 1976 hasta ahora.